# Kaysersberg
Kaysersberg je občina v departmaju Haut-Rhin francoske regije Alzacija.
Leta 1990 je v občini živelo 2 755 oseb oz. 111 oseb/km².